# 26733 Nanavisitor
26733 Nanavisitor este un asteroid din centura principală, descoperit pe 22 aprilie 2001, de William Yeung.